# Liste der Stipendiaten der Deutschen Akademie Rom Villa Massimo
Diese Liste enthält die Namen der Stipendiatinnen und Stipendiaten sowie Studiengäste der Deutschen Akademie Rom Villa Massimo.

## Bildende Künstler
- 1913/14: Albert Berger, Hans Faulhaber, Theodor Georgii, Sascha Hendelmann, Joseph Knisl, Otto Placzek, Paul Plontke, Emil Renker, Fritz Röll, Nicolaus Wendelin Schmidt, Fritz Teichler, Adolf von Hildebrand, Hans Wahl, Hugo Walzer
- 1929: Adolf Abel, August Wilhelm Dressler, Josef Eberz, Rudolf Hermann Eisenmenger, Ernst Fritsch, Wilhelm Heise, Willy Jaeckel, Herbert Tucholski, Paul Merling
- 1929/30: Helmuth Macke, Georg Walter Rössner, Carl Moritz Schreiner, Otto Herbig, Max Neumann
- 1930: Hanna Cauer, Heinrich Ehmsen, Anton Kerschbaumer, Martin Müller, Heinrich Reifferscheid, Karl Schmidt-Rottluff, Georg Schrimpf
- 1930/31: August Wilhelm Dressler, Hans Kraus, Kurt Lehmann, Felix Meseck, Hans Mettel, Käte Wilczynski, Werner Laves, Alfred Partikel
- 1931/32: Hermann Blumenthal, Werner Gilles, Wilhelm Heise, Edgar Jené, Walter Klinkert, Will Lammert, Ernst Wilhelm Nay, Fritz Rhein, Max Peiffer-Watenphul, Max Wendl, Ilse Fehling-Witting, Joseph Scharl, Fritz Rhein, Uli Nimptsch
- 1932: Karl Rössing
- 1932/33: Arno Breker, Joachim Karsch, Hans Emil Oberländer, Felix Nussbaum, Erich Geisler, Walter Jähn, Otto Land, Karl Storch, Hanns Hubertus von Merveldt
- 1933/34: Herbert Garbe, Friedrich Rudolf Kröger, Otto Land, Carlo Mense, Hanna Nagel-Fischer, Bruno Paetsch, Artur Ressel, Emy Roeder, Peter Terkatz, Josef Thorak (als Ehrengast), Walter Wadephul
- 1934: Otto Geigenberger, Peter Stermann
- 1934/35: Hans Jürgen Kallmann, Walter Klinkert, Rudolf Leptien, Gerhard Marcks, Thomas Myrtek, Ernst Andreas Rauch, Elisabeth Voigt, Wilhelm Schnarrenberger, Toni Stadler, Friedrich Paul Schwarzbeck
- 1935/36: Robert Stieler, Hans Fischer, Kurt Weinhold, Magnus Zeller, Philipp Flettner, Alfred Knispl
- 1936/37: Hermann Blumenthal, Emil Krieger, Jean Paul Schmitz, Carl Schneiders, Hermann Teuber, Michael Schoberth, Rudolf Riester, Peter Foerster, Anton Fiedler
- 1937: Kurt Albert von Unruh, Walter Jähn
- 1937/38: Fritz Bernuth, Fritz Cremer, Lothar Strauch, Joachim Knoke, Josef Pieper
- 1938/39: Carl Josef Barth, Wilhelm Heerde
- 1939/40: Herbert Tucholski, Adolf Abel, Wilhelm Gut, Klaus Müller-Rabe, Konrad Volkert
- 1940: Ludwig Kasper, Hans Wimmer, Otto Bertl
- 1940/41: Karl Clobes, Heinrich Drake, Ruthild Hahne, Julius Dorer, Hans E. Gassmann, Gottfried Meyer, Helmut Ruhmer
- 1941: Bruno Müller-Linow, Joachim Knoke, Eduard Krieg, Hubert Lang, Walter Rössler
- 1941/42: Oskar Kreibich, Hans Sauerbruch, Maximilian Klever, Hubertus Nikolaus Lang, Theodor Walz
- 1942: Paul Mathias Padua
- 1942/43: Waldemar Grzimek, Wilhelm Hausmann, Heinrich Graf Luckner
- 1943: Fritz Heidingsfeld
- 1957: Gerhard Hintschich, Fritz Koenig, Joachim Dunkel, Ernst Dostal
- 1958: Dietmar Lemcke, Gerhard Wind, Manfred Sieler, Emy Roeder, Hanna Nagel-Fischer, Johann Georg Geyger, Arthur Fauser
- 1959: Helmut Wolff, Albrecht von Hancke, Josef Seidl-Seitz, Ursula Querner, Wilhelm Loth, Anton Lamprecht, Harry Kögler, Leo Kornbrust, Lothar Fischer, Emil Cimiotti, Klaus Arnold
- 1960: Jürgen Weber, Gerhard Hoehme, Martin Schmid, Karl Bobeck, Heinz Fischer-Roloff, Edzard Hobbing, Emil Kiess, Werner Mayer-Günther, Kurt-Wolf von Borries
- 1961: Lothar Fischer, Gabriele Marwede, Helmut Bayer, Klaus Bendixen, Robert Förch, Edzard Hobbing, Reiner Zimnik
- 1962/63: Horst Antes, Lothar Kestenbaum, Werner Reichhold, Wolfgang Tillmann, Wilhelm Uhlig
- 1963/64: Gisela Bührmann, Hanns Jatzlau, Friedrich Meckseper, Herbert Peters, Karl Sperl, Ekkehard Thieme
- 1964/65: Hubert Elsässer, Ottomar Gassenmeyer, Günter Schöllkopf, Hans Schreiner, Irmela Röck, Jochen Hiltmann
- 1966/67: Karl Horst Hödicke, Peter Tuma, Hans Rucker, Wolfgang Oppermann, Otto Engbarth
- 1969/70: Franz Bernhard, Jörg Heydemann, Bernd Koberling
- 1970/71: Hans Baschang, Hans Wimmer (als Ehrengast), Paul Uwe Dreyer, Dieter Haack, Johannes Leismüller, Joachim Palm, Joachim Schmettau
- 1971/72: Günther Knipp, Thomas Bayrle, Rolf Glasmeier, Henning Kürschner, Michael Schönholtz, Rainer Wittenborn, Friedrich Vordemberge (als Ehrengast)
- 1972/73: Ben Willikens, Jürgen Goertz, Gernot Rumpf
- 1973/74: Hermann Waldenburg, Axel Arndt, Bernd Damke, Gabriele Grosse, Nikolaus Störtebecker, Peer Wolfram
- 1975: Gottfried Brockmann (als Ehrengast), Katalog Deutsche Akademie Villa Massimo, Mai/Juni 1978, Seite 54
- 1976: Anselm Kiefer, Ilse Baumgart, Hede Bühl, Klaus Heider, Margarethe Keith, Hermann Kleinknecht, Annalies Klophaus, Heinz-Günter Prager, Karin Steffek-Moravia, Aen Sauerborn
- 1977: Christa Biederbick, Werner Bernd, Otfried Culmann, Dago Kleemann, Doro Loeser, Friedel Peisert, Manuel Thomas
- 1978: Erhard Göttlicher
- 1979/80: Hede Bühl, Rolf-Gunter Dienst, Lienhard von Monkiewitsch, Erdmut Bramke, Dieter Kraemer
- 1980/81: Dietmar Ullrich, Michael Sauer, Hans Peter Reuter, Heiner Matthias Priesnitz, Eberhard Linke, Axel Knopp, Rolf Gunter Dienst, Lutz Brockhaus
- 1981/82: Klaus Heider, Roland Helmus, Thomas Kaminsky, Walter Kreuzer
- 1982/83: Bernd Zimmer, Heinz-Günter Prager, Michael Bette, Friedemann Hahn
- 1983/84: Renate Anger, Renate Flaskamp, Michael Heindorff, Dagmar Rhodius, Dietmar Josef Zapf
- 1984/85: Ralph Fleck, Thomas Hartmann, Klaus Stümpel, Ohannes Tapyuli, Fritz Klemm
- 1985/86: Hartmut Neumann, Peter Basseler, Hella Berent, Frank Dornseif, Bruno Krenz, Thomas Rieck
- 1986/87: Sigrun Jakubaschke, Nanne Meyer, Annegret Soltau, Giso Westing
- 1987/88: Olaf Metzel, Jo Schöpfer
- 1988/89: Monika Hamann, Albert Hien, Rune Mields, Karl Manfred Rennertz
- 1989/90: Heiner Blum, Georg Dietzler, Camill Leberer, Marina Makowski, Manfred Stumpf
- 1990/91: Georg Dietzler, Cordula Güdemann, Bernd Hennig, Camill Leberer, Marina Makowski
- 1991/92: Eberhard Bosslet, Stephan Kern, Thomas Lehnerer, Michael Witlatschil
- 1992: Francis Berrar, Raimund Kummer, Michael Ruetz
- 1992/93: Friedhelm Falke, Manfred Leopold, Thomas Schütte
- 1993: Ulrich Görlich, Thomas Karp, Joachim Manz, Thomas Ruff
- 1993/94: Udo Ratke, Volker Thies
- 1994/95: Rudolf Herz, Andrea Ostermeyer, Bernd Hahn, Erwin Holl, Petra Kasten
- 1995: Bernhard Prinz, Thomas Virnich
- 1995/96: Christian Riebe, Ute Weiss-Leder
- 1996/97: Boris Becker, Gudrun Kemsa, Alexander Roob, Dieter Froelich, Karin Kneffel, Gabriele Rothemann
- 1997: Petra Lemmerz
- 1997/98: Rolf Bier, Heike Kern
- 1998: Olaf Nicolai
- 1998/99: M+M (Marc Weis und Martin De Mattia), Andreas Ensslen, Hansjerg Maier-Aichen, Volker Schreiner, Anette Haas
- 1999: Achim Bitter, Maroan El Sani, Nina Fischer, Frances Scholz, German Stegmaier
- 2003: Thomas Demand, Roland Boden, Matthias Hoch, Leni Hoffmann, Rainer Splitt, Volkhard Kempter, Silke Schatz
- 2004: Martin Schmidt, Adam Page, Frank Mädler, Markus Löffler, Andree Korpys, Eva Hertzsch, Christoph Girardet
- 2005: Sandra Hastenteufel, Gabriele Basch, Manuel Franke, Wolfgang Kaiser, Veronika Kellndorfer
- 2006: Christoph Brech, Parastou Forouhar, Astrid Nippoldt, Hansjörg Dobilar
- 2007: Aurelia Mihai, Carsten Nicolai, Matthias Weischer, Stefan Mauck
- 2008: David Zink Yi, Elke Zauner, Felix Schramm
- 2009: Jochen Lempert, Henriette Grahnert, Fernando Bryce
- 2010: Christian Jankowski, Heidi Specker, Ulrike Kuschel
- 2011: Via Lewandowsky, Julia Schmidt, Maria Sewcz
- 2012: Jeanne Faust, Eva Leitolf, Nicole Wermers, Philipp Lachenmann
- 2013: David Schnell, Isa Melsheimer, Clemens von Wedemeyer
- 2014: Hans-Christian Schink, Nasan Tur, Annika Larsson, Eli Cortinas
- 2015: Marieta Chirulescu, Maix Mayer, Karin Sander
- 2016/17: Nezaket Ekici, Adnan Softic, Göran Gnaudschun
- 2017/18: Jörg Herold, Thomas Baldischwyler, Bettina Allamoda, Christoph Keller
- 2018/19: Sonja Alhäuser, Erik Göngrich, Wolfgang Ellenrieder, Julian Rosefeldt
- 2019/20: Birgit Brenner, Tatjana Doll, Esra Ersen, FAMED (Sebastian M. Kretzschmar & Jan Thomaneck)
- 2020/21: Cyrill Lachauer (wegen der Covid-19-Pandemie nicht angetreten), Heike Baranowsky, Prinz Gholam, Benedikt Hipp
- 2021/22: David Czupryn, Susann Maria Hempel, Carsten Saeger
- 2022/23: Danica Dakić, Liza Dieckwisch, Stefan Vogel
- 2023/24: Yael Bartana, Manaf Halbouni, Bjørn Melhus
- 2024/25: Stefan Kaegi, Hanne Lippard

## Architekten
- 1913/14: Xaver Henselmann
- 1929/30: Peter Neumann
- 1931: Rudolf Lodders
- 1931/32: Carlludwig Philipp Franck
- 1932/33: Konrad Wachsmann
- 1933: Fritz Sonntag
- 1962/63: Helmut Bätzner
- 1963: Gerhart Laage
- 1963/64: Johannes Peter Hölzinger
- 1964/65: Roland Meister, Dieter von Hasselbach
- 1967: Uwe Kiessler
- 1967/68: Karlheinz Benkert
- 1968/69: Peter Dübbers, Arnold Kircher
- 1969/70: Jürgen Kaestle
- 1970/71: Franz Josef Hamm
- 1971/72: Thomas Herzog
- 1972/73: Dieter Godel
- 1976: Walter Neuhäusser, Hans Dieter Schaal
- 1978/79: Bernd Krämer, Dieter Zimmer
- 1979: Peter Hübner
- 1979/80: Frank Huster, Gunild Ober-Berg
- 1980/81: Marcel Kalberer
- 1981/82: Gerald Marx, Margot Marx
- 1982/83: Wolfram P. Goldapp, Sebastian Storz
- 1983/84: Peter Riemann, Manfred Sundermann
- 1984/85: Wolfram P. Goldapp, Georg Hermann
- 1985/86: Jürgen Overdiek, Wolfgang-Michael Pax
- 1986: Hans-Jürgen Steuber
- 1986/87: Karl-Heinz Petzinka, Thomas Hadamczik
- 1987/88: Jörg Roland Friedrich, Mario Maedebach
- 1988/89: Lutz Schleich, Rolf Schuster
- 1989/90: Ulrich Hahn, Astrid Tiemann-Petri, Heribert Wiesemann
- 1990/91: Eckhardt Grützner, Berthold Ressler
- 1991/92: Hannelore Deubzer, Astrid Tiemann-Petri
- 1992/93: Gerhard Benz, Irene Keil, Marek Niedzielski
- 1993: Peter Karle
- 1994/95: Daniel Gössler
- 1995: Angela Bergmann, Jost Haberland
- 1995/96: Helmut Bördner, Claudia Meixner
- 1996: Elisabeth Barth
- 1997: Frank Winter
- 1997/98: Susanne Hug
- 1998: Petra Gutheil Kahlfeldt
- 1998/99: Christoph Bijork
- 1999: Anja Julia Bremer, Anton Markus Rosing
- 2003: Imke Woelk
- 2004: Heike Schuppelius
- 2005: Jakob Timpe
- 2006: Bernd Bess
- 2007: Rudolf Finsterwalder, Wieka Muthesius
- 2008: Beate Kirsch
- 2009: Sebastian Reinhardt, Daniel Widrig
- 2010: Jan Liesegang, Norbert Sachs
- 2011: Andrea Hartmann, Matthias Graf von Ballestrem
- 2012: Antje Buchholz, Birgit Elisabeth Frank, Kai Nikolaus Grüne, Jörn Köppler
- 2013: Pia Maier Schriever, Eike Roswag, Anna Viader Soler, Verena von Beckerath
- 2014: Jan Edler, Thilo Folkerts
- 2015: Michael Hirschbichler, Jorg Sieweke
- 2016/17: Anna Kubelik
- 2017/18: Benedict Esche
- 2018/19: Lars Krückeberg
- 2019/20: FAKT, Sebastian Ernst, Sebastian Kern, Martin Tessarz, Jonas Tratz
- 2020/21: Gustav Düsing
- 2021/22: Something Fantastic (Julian Schubert, Elena Schütz, Leonard Streich), Heike Hanada
- 2022/23: Fabian A. Wagner, Alfredo Thiermann
- 2023/24: Susanne Brorson, SOWATORINI Landschaft
- 2024/25: Grüntuch Ernst Architekten, Benedikt Hartl

## Praxis- bzw. Kurzzeitstipendiaten
- 2008: Christine Birkle, Friedrich Forssman, Valentina Simeonova, Till Verclas, Josef Wagner
- 2009: Martin Claßen, Armin Holz, Otto Sander, Helene Scharge, Sasha Waltz, Carolin Widmann
- 2010: Konstantin Grcic, Wolfram Gabler, Marisol Montalvo, Stephan Müller, Anna Viebrock, Tanja Wesse, Werner J. Wolff
- 2011: Peter Zizka, Soo-Jin Yim Heil, Michael Riessler, Jan Kollwitz, Lothar Baumgarten
- 2012: Till Brönner, Jacqueline Huste, Jim Rakete, Wolfgang Sattler, Markus Schroer, Phillip Stollmann
- 2013: Christian Brückner, Dieter Froelich, Barbara Klemm, Eike König, Jaroslav Poncar
- 2014: Stefan Sagmeister, Jan-Ole Gerster, Emmanuel Heringer, Paul Lovens, Saam Schlamminger
- 2015: Andreas Uebele, Manos Tsangaris, Tobias Müller, Bernd Grimm, Andreas Bode, Bettina Blümner
- 2016/17: Anna Depenbusch, Corinna Oschmann, Iain Dilthey, Joachim Sauter, Philip Gröning, Susann Schimk
- 2017/18: Werner Aisslinger, Mojca Erdmann, David Schnell
- 2018/19: Pan Daijing, Marie-Elisabeth Hecker, Martin Helmchen, Rike Schmid, Oliver Siegelin, Patrick Thomas
- 2019/20: Silvia Jiménez Álvarez (Jasss), Rachel Monosov, Theresa Stroetges
- 2020/21: Susanne Bosch, Amedeo Polazzo, Regina Schmeken
- 2021/22: Byung-Chul Han, Frank Heibert, Simon Niemann, Christian Oxenius, Ayumi Paul, Hinrich Schmidt-Henkel
- 2022/23: Marie-Therese Bruglacher, Agnese Grieco, Moshe Kahn, Niklas Maak
- 2023/24: Valeria Fahrenkrog, Daniel Gottschlich, Ersan Mondtag, Anne-Sybille Schwetter, Etta Scollo
- 2024/25: Monica Bonvicini, Kathrin Herwig, Peter Richter
- 2025/26: Thea Dorn

## Komponisten
- 1957 und 1963: Bernd Alois Zimmermann
- 1959 und 1962/63: Giselher Klebe
- 1960: Jürg Baur, Alfred Koerppen
- 1963/64: Aribert Reimann, Hans Zender
- 1965/66: Heinz Werner Zimmermann
- 1966/67 und 1977: Erhard Grosskopf
- 1968: Jürg Baur
- 1969/70: Georg Kröll
- 1970/71: Rolf Riehm
- 1976: Anton Plate
- 1978/79: Ulrich Leyendecker, Wolfgang von Schweinitz
- 1979/80: Wolfgang Rihm, Peter Michael Hamel
- 1980: Detlev Müller-Siemens
- 1982: Volker Blumenthaler, Detlev Müller-Siemens
- 1983: Peter Kiesewetter
- 1983/84: Reinhard Febel
- 1986/87: Michael Denhoff, Walter Zimmermann
- 1987/88: Max Beckschäfer
- 1988/89: Wilfried Maria Danner, Joachim Krebs
- 1990–91: Claus Kühnl
- 1992–93: Detlev Glanert, Jan Müller-Wieland
- 2003: Stefan Streich
- 2004: Carsten Hennig, Jamilia Jazylbekova
- 2005: Rudi Spring, Sebastian Claren
- 2006: Oliver Schneller, Maxim Seloujanov
- 2007: Dieter Dolezel, Anton Safronov
- 2008: Arnulf Herrmann, Stephan Winkler
- 2009: Charlotte Seither, Márton Illés
- 2010: Philipp Maintz, Anno Schreier
- 2011: Sven-Ingo Koch, Marc Sabat
- 2012: Stefan Bartling, Hauke Berheide
- 2013: Stefan Johannes Hanke, Birke J. Bertelsmeier
- 2014: Hanna Eimermacher, Vito Žuraj, Saam Schlamminger
- 2015: Vassos Nicolaou, Saskia Bladt
- 2016/17: Lisa Streich, Torsten Herrmann
- 2017/18: Gordon Kampe, Jay Schwartz
- 2018/19: Anna Korsun, Samy Moussa
- 2019/20: Stefan Keller, Torsten Rasch
- 2020/21: Unsuk Chin, Andrej Koroliov
- 2021/22: Hanna Hartman, Hans Lüdemann
- 2022/23: Marcus Schmickler, Ondřej Adámek
- 2023/24: Oscar Bianchi, Marko Nikodijevic
- 2024/25: Malika Kishino, Hans Thomalla

## Schriftsteller
- 1957: Rudolf Hagelstange
- 1958: Ludwig Greve, Herbert Heckmann
- 1959: Hans Magnus Enzensberger, Karl-August Horst, Gerhard Neumann
- 1960: Heinz Piontek, Ingrid Bachér, Horst Bienek
- 1961: Josef Reding
- 1962: Uwe Johnson, Tankred Dorst, Wolfgang Schwarz, Karl Alfred Wolken
- 1964: Peter Rühmkorf[1]
- 1965/66: Christa Reinig, Jürgen Becker
- 1967/68: Peter O. Chotjewitz, Hubert Fichte, Gabriele Wohmann
- 1969/70: Manfred Esser, Hans-Jürgen Fröhlich, Gerd Hoffmann
- 1970/71: Rolf Haufs, Helmut Mader
- 1971/72: Jürgen Alberts, Friedrich Christian Delius
- 1972/73: Rolf Dieter Brinkmann, Nicolas Born, Alf Poss
- 1973/74: Gert Loschütz
- 1976: Jeannette Lander
- 1977: Paul Gerhard Dippel
- 1978/79: Sarah Kirsch
- 1981: Rainer Malkowski
- 1985/86: Uli Becker
- 1986/87: Tina Stroheker, Richard Nöbel
- 1988/89: Jochen Beyse
- 1989/90: Bodo Kirchhoff, Peter H. Gogolin
- 1990/91: Klaus Modick, Richard Wagner
- 1991: Hanns-Josef Ortheil
- 1991/92: Herta Müller
- 1992: Uwe Kolbe, Hans Brinkmann
- 1993: Hanns-Josef Ortheil, Johanna Walser
- 1995: Kerstin Hensel, Jan Koneffke
- 1997/98: Judith Kuckart
- 1998: Michael Wildenhain, Helmut Krausser
- 1999: Andreas Neumeister
- 2003: Thomas Kunst
- 2004: Marion Poschmann, Dieter M. Gräf
- 2005: Julia Franck, Feridun Zaimoğlu
- 2006: Terézia Mora, Andreas Maier
- 2007: Ulf Stolterfoht, Ingo Schulze
- 2008: Navid Kermani, Thorsten Becker
- 2009: Silke Scheuermann
- 2010: Marcel Beyer, Kathrin Schmidt
- 2011: Jan Wagner, Lutz Seiler
- 2012: Katja Lange-Müller
- 2013: Sibylle Lewitscharoff, María Cecilia Barbetta
- 2014: Martin Mosebach, Oswald Egger
- 2015: Eva Menasse, Steffen Popp
- 2016/17: Heike Geißler, Nina Jäckle, Hartmut Lange
- 2017/18: Iris Hanika, Uljana Wolf
- 2018/19: Nico Bleutge, Thomas von Steinaecker
- 2019/20: Sabine Scho, Peter Wawerzinek
- 2020/21: Franziska Gerstenberg, Alexander Schimmelbusch
- 2021/22: Kenah Cusanit, Ron Winkler
- 2022/23: Olga Martynova, Arne Rautenberg
- 2023/24: Kristof Magnusson, Katerina Poladjan
- 2024/25: Thomas Brussig, David Grossman, Lola Randl
- 2025/26: Emine Sevgi Özdamar, Barbara Yelin